# 更新世
| 累代        | 代     | 紀       | 世     | 期                   | 基底年代 Mya |
| ----------- | ------ | -------- | ------ | -------------------- | ------------ |
| 顕生代      | 新生代 | 第四紀   | 完新世 | メガラヤン           | 0.0042       |
| 顕生代      | 新生代 | 第四紀   | 完新世 | ノースグリッピアン   | 0.0082       |
| 顕生代      | 新生代 | 第四紀   | 完新世 | グリーンランディアン | 0.0117       |
| 顕生代      | 新生代 | 第四紀   | 更新世 | 後期更新世           | 0.129        |
| 顕生代      | 新生代 | 第四紀   | 更新世 | チバニアン           | 0.774        |
| 顕生代      | 新生代 | 第四紀   | 更新世 | カラブリアン         | 1.8          |
| 顕生代      | 新生代 | 第四紀   | 更新世 | ジェラシアン         | 2.58         |
| 顕生代      | 新生代 | 新第三紀 | 鮮新世 | ピアセンジアン       | 3.6          |
| 顕生代      | 新生代 | 新第三紀 | 鮮新世 | ザンクリアン         | 5.333        |
| 顕生代      | 新生代 | 新第三紀 | 中新世 | メッシニアン         | 7.246        |
| 顕生代      | 新生代 | 新第三紀 | 中新世 | トートニアン         | 11.63        |
| 顕生代      | 新生代 | 新第三紀 | 中新世 | サーラバリアン       | 13.82        |
| 顕生代      | 新生代 | 新第三紀 | 中新世 | ランギアン           | 15.97        |
| 顕生代      | 新生代 | 新第三紀 | 中新世 | バーディガリアン     | 20.44        |
| 顕生代      | 新生代 | 新第三紀 | 中新世 | アキタニアン         | 23.03        |
| 顕生代      | 新生代 | 古第三紀 | 漸新世 | チャッティアン       | 27.82        |
| 顕生代      | 新生代 | 古第三紀 | 漸新世 | ルペリアン           | 33.9         |
| 顕生代      | 新生代 | 古第三紀 | 始新世 | プリアボニアン       | 37.8         |
| 顕生代      | 新生代 | 古第三紀 | 始新世 | バートニアン         | 41.2         |
| 顕生代      | 新生代 | 古第三紀 | 始新世 | ルテシアン           | 47.8         |
| 顕生代      | 新生代 | 古第三紀 | 始新世 | ヤプレシアン         | 56           |
| 顕生代      | 新生代 | 古第三紀 | 暁新世 | サネティアン         | 59.2         |
| 顕生代      | 新生代 | 古第三紀 | 暁新世 | セランディアン       | 61.6         |
| 顕生代      | 新生代 | 古第三紀 | 暁新世 | ダニアン             | 66           |
| 顕生代      | 中生代 | 中生代   | 中生代 |                      | 251.902      |
| 顕生代      | 古生代 | 古生代   | 古生代 |                      | 541          |
| 原生代      | 原生代 | 原生代   | 原生代 |                      | 2500         |
| 太古代      | 太古代 | 太古代   | 太古代 |                      | 4000         |
| 冥王代      | 冥王代 | 冥王代   | 冥王代 |                      | 4600         |
| 1. 2. 3. 4. |        |          |        |                      |              |

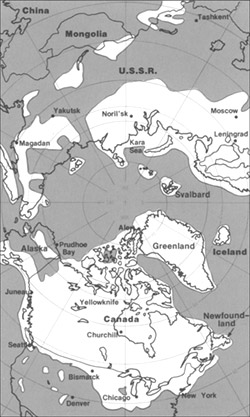
北極側の氷河の最大範囲。

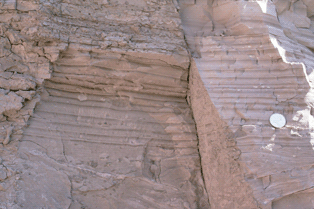
更新世の地層、Scarboro Cliffs （カナダ、オンタリオ州、トロント）

更新世（こうしんせい、英：Pleistocene）は、約258万年前から約1万1700年前までを指す、第四紀の第一世にあたる地質時代。後期更新世、チバニアン、カラブリアン、ジェラシアンの4つの期に区分される。
かつては洪積世（こうせきせい、Diluvium）ともいい、そのほとんどは氷河時代であった。
この前の鮮新世（せんしんせい、Pliocene）と合わせて鮮新・更新世（Plio-Pleistocene）として扱われることもある。

## 分類
更新世は、前期、中期、後期に分けられ、前期はさらにジェラシアン及びカラブリアンに分けられている。
- 後期更新世（0.126 - 0.0117 Mya[注 2]、12万6000年〜（西暦2000年から数えて）1万1700年前）[1] - 現在、タランティアン (Tarantian) の名称がIUGS-ICSで検討されている[2]。
- チバニアン（0.781 - 0.126 Mya、78万1000年〜12万6000年前） - 名称について、2017年6月に日本の1チームがチバニアン (Chibanian)[注 3]、イタリアの2チームがイオニアン (Ionian) を申請。審査の結果2020年1月、「チバニアン」と命名された。
- カラブリアン（1.806 - 0.781 Mya、180万6000年〜78万1000年前）[1]
- ジェラシアン（2.588 - 1.806 Mya、258万8000年〜180万6000年前）[1]

## 大陸
大陸の形は現在とほとんど変わらないが、氷期・間氷期の氷床の拡大・縮小による海水準変動に伴って、海岸線の位置が移動した。更新世の後期では海水準にして百数十メートルの変動があった。海水準が低下した時期は、現在浅い海である海域の多くが陸地となっている。

## 気候
氷期と間氷期を繰り返した。総計で15回の氷期があった。その主たる要因は地球の回転軌道の性質からもたらされる変化のために生じる太陽放射量の周期的な変動である（ミランコヴィッチ周期）。
更新世における気候
- 200万年前 - ヒーバー氷期、ヒーバー－ドナウ間氷期
- 100万年前 - ドナウ氷期、ドナウ－ギュンツ間氷期
- 80万年前 - ギュンツ氷期（ネブラスカ）
- 50万年前 - ギュンツ-ミンデル間氷期（アフトニア）、ミンデル氷期（カンザス）
- 40万年前 - ミンデル-リス間氷期（イリノイ）、リス間氷期
- 25万年前 - 12万年前　リス氷期、
- 7万年前 - ヴュルム氷期（ウィスコンシン）（最終氷期）、リス-ヴュルム間氷期（サンガモン） - 北半球に巨大な氷床が発達しはじめた。カナダおよび米国北部、北西ヨーロッパの大部分を覆い、別の氷床がアルプス山脈とシベリアの一部を覆った。南半球ではそれほどでもなかったと考えられている。南極大陸は第四紀を通じて棚氷に覆われていた。[4]。
- 2〜1.8万年前 - 最寒冷期
- 1.4〜1.2万年前 - 古ドリアス期（小寒冷期）

完新世における気候
- 1.2万年前 - アレレード期（温暖期）
- 1.1万年前 - 新ドリアス期

## 生物
- ヒト属が進化（原人ほか）。現生人類（ホモ・サピエンス種）も中期に出現。更新世の間にヒト亜族の大半が絶滅。中国科学院などはアフリカの10集団を含む50集団の遺伝子情報を解析し、更新世の人類の集団規模を推定。その結果、およそ93万年前に集団の個体数が激減するボトルネックを経験していたことがわかった[5][6]。この時期は急激な寒冷化により、人類の数は1,280人ほどにまで減っており、この絶滅寸前の状態が12万年ほど続いたようである。これは実際に人類の化石がほとんど発見されていない時代と一致する[5]。80万年前ほどになると、気候の回復や火の利用などにより、人口は急激に増加したとされる[6]。最終的に現生人類のみが生き残った。
  - 北京原人
  - ジャワ原人
  - ネアンデルタール人
  - ホモ・サピエンス・サピエンス
- 更新世の終わり頃から、大型の哺乳類の絶滅が始まる（特に北米大陸で顕著だったという）。これは完新世まで続く。
  - マンモス